# Cody Eakin
Cody Eakin (* 25. května 1991 Winnipeg) je bývalý kanadský hokejový útočník.

## Hráčská kariéra
V roce 2006 byl draftován ve WHL týmem Swift Current Broncos v prvním kole ze šestého místa. Po draftu působil nadále ve Winnipegu v týmu Winnipeg Wild Midget AAA a v týmu ročníku 2006/07 odehrál první zápasy za tým Swift Current Broncos ve WHL. Do následujícího ročníku se již připojil k týmu Swift Current Broncos. V létě 2009 byl draftován v NHL týmem Washington Capitals ve třetím kole z 85. místa. V sezóně 2009/10 opět začínal v týmu Swift Current Broncos, se kterým opět postoupil do playoff ale prohráli hned v prvním kole. Poté se přesunul na farmu Capitals v Hershey Bears, se kterým získal vítěznou trofej ligy Calder Cup. Poslední sezónu 2010/11 v juniorské lize WHL opět začínal v Swift Current Broncos, jenž odehrál třicet zápasů. Poté přestoupil do týmu Kootenay Ice, se kterým vyhrál vítěznou trofej ligy Ed Chynoweth Cup.
Do zcela nové sezóny v profesionálním hokeji začal opět na farmě Capitals v Hershey Bears, kde za deset odehraných zápasů získal osm bodů. 1. listopadu 2011 vedení klubu Capitals ho povolali z farmy do hlavního kádru, kde debutoval v lize NHL proti týmu Anaheim Ducks. V zápase odehrál 13 minut a 19 sekund, za zápas si nepřipsal žádný bod. Do následujícího zápasu za Capitals proti Carolina Hurricanes si připsal první body (gól a asistenci) a po zápase byl zvolen hvězdou utkání. I ve třetím zápase si opět připsal jeden bod a ve statistikách měl uveden průměr získaných bodů za jeden zápas jeden bod. Celkem v sezóně v hlavním kádru nastřádal osm bodů ve třiceti odehraných zápasů. Na farmě Bears odehrál o třináct zápasů více ale nastřádal dvacet sedm kanadských bodů. 22. června 2012 byl vyměněn s druhým kolem draftu 2012 (touto volbou byl draftován Mike Winther) do klubu Dallas Stars za kanadského útočníka Mike Ribeira.

## Ocenění a úspěchy
- 2007 MMHL – All-Star Game
- 2009 CHL – Top Prospects Game
- 2010 WHL – (Východ) Druhý All-Star Tým
- 2011 WHL – (Východ) Druhý All-Star Tým

## Prvenství
- Debut v NHL – 1. listopadu 2011 (Washington Capitals proti Anaheim Ducks)
- První gól v NHL – 4. listopadu 2011 (Carolina Hurricanes proti Washington Capitals, kanadskému brankáři Cam Ward)
- První asistence v NHL – 4. listopadu 2011 (Carolina Hurricanes proti Washington Capitals)

## Klubové statistiky
| Sezóna       | Klub                          | Soutěž       |     | Základní část | Základní část | Základní část | Základní část | Základní část |    | Play off | Play off | Play off | Play off | Play off |
| Sezóna       | Klub                          | Soutěž       | Z   | G             | A             | B             | TM            | Z             | G  | A        | B        | TM       |          |          |
| 2005/2006    | Winnipeg Monarchs City Midget | Midget       | 3   | 0             | 1             | 1             | 2             | —             | —  | —        | —        | —        |          |          |
| 2006/2007    | Winnipeg Wild Midget AAA      | MMHL         | 38  | 29            | 35            | 64            | 62            | 7             | 5  | 4        | 9        | 10       |          |          |
| 2006/2007    | Swift Current Broncos         | WHL          | 3   | 0             | 0             | 0             | 0             | —             | —  | —        | —        | —        |          |          |
| 2007/2008    | Swift Current Broncos         | WHL          | 55  | 11            | 6             | 17            | 52            | 12            | 3  | 4        | 7        | 6        |          |          |
| 2008/2009    | Swift Current Broncos         | WHL          | 54  | 24            | 24            | 48            | 42            | 7             | 3  | 0        | 3        | 10       |          |          |
| 2009/2010    | Swift Current Broncos         | WHL          | 70  | 47            | 44            | 91            | 71            | 4             | 1  | 1        | 2        | 2        |          |          |
| 2009/2010    | Hershey Bears                 | AHL          | 4   | 2             | 0             | 2             | 2             | 5             | 0  | 0        | 0        | 2        |          |          |
| 2010/2011    | Swift Current Broncos         | WHL          | 30  | 18            | 21            | 39            | 24            | —             | —  | —        | —        | —        |          |          |
| 2010/2011    | Kootenay Ice                  | WHL          | 26  | 18            | 26            | 44            | 19            | 19            | 11 | 16       | 27       | 14       |          |          |
| 2011/2012    | Hershey Bears                 | AHL          | 43  | 13            | 14            | 27            | 10            | 5             | 0  | 1        | 1        | 0        |          |          |
| 2011/2012    | Washington Capitals           | NHL          | 30  | 4             | 4             | 8             | 4             | —             | —  | —        | —        | —        |          |          |
| 2011‑2012    | Hershey Bears                 | AHL          | 43  | 13            | 14            | 27            | 10            | 5             | 0  | 1        | 1        | 0        |          |          |
| 2012/2013    | Dallas Stars                  | NHL          | 48  | 7             | 17            | 24            | 31            | —             | —  | —        | —        | —        |          |          |
| 2012‑2013    | Texas Stars                   | AHL          | 35  | 12            | 12            | 24            | 14            | —             | —  | —        | —        | —        |          |          |
| 2013/2014    | Dallas Stars                  | NHL          | 81  | 16            | 19            | 35            | 36            | 6             | 2  | 3        | 5        | 0        |          |          |
| 2014/2015    | Dallas Stars                  | NHL          | 78  | 19            | 21            | 40            | 26            | —             | —  | —        | —        | —        |          |          |
| 2015/2016    | Dallas Stars                  | NHL          | 82  | 16            | 19            | 35            | 42            | 13            | 1  | 7        | 8        | 8        |          |          |
| 2016/2017    | Dallas Stars                  | NHL          | 60  | 3             | 9             | 12            | 49            | —             | —  | —        | —        | —        |          |          |
| 2017/2018    | Vegas Golden Knights          | NHL          | 80  | 11            | 16            | 27            | 22            | 20            | 3  | 1        | 4        | 4        |          |          |
| 2018/2019    | Vegas Golden Knights          | NHL          | 78  | 22            | 19            | 41            | 16            | 7             | 2  | 0        | 2        | 17       |          |          |
| 2019/2020    | Vegas Golden Knights          | NHL          | 41  | 4             | 6             | 10            | 16            | —             | —  | —        | —        | —        |          |          |
| 2019/2020    | Winnipeg Jets                 | NHL          | 8   | 1             | 4             | 5             | 0             | 4             | 0  | 0        | 0        | 4        |          |          |
| 2020/2021    | Buffalo Sabres                | NHL          | 46  | 3             | 4             | 7             | 14            | —             | —  | —        | —        | —        |          |          |
| 2021/2022    | Buffalo Sabres                | NHL          | 69  | 4             | 8             | 12            | 22            | —             | —  | —        | —        | —        |          |          |
| 2022/2023    | SCL Tigers                    | NLA          | 34  | 8             | 12            | 20            | 8             | —             | —  | —        | —        | —        |          |          |
| Celkem v NHL | Celkem v NHL                  | Celkem v NHL | 701 | 110           | 146           | 256           | 278           | 50            | 8  | 11       | 19       | 33       |          |          |
| Celkem v AHL | Celkem v AHL                  | Celkem v AHL | 82  | 27            | 26            | 53            | 26            | 10            | 0  | 1        | 1        | 2        |          |          |

## Reprezentace
| Rok                       | Tým                       | Soutěž                    | Z | G | A | B | TM |
| ------------------------- | ------------------------- | ------------------------- | - | - | - | - | -- |
| 2009                      | Kanada Western 17         | WHC-17                    | 6 | 2 | 0 | 2 | 2  |
| 2011                      | Kanada 20                 | MSJ                       | 7 | 1 | 2 | 3 | 2  |
| 2015                      | Kanada                    | MS                        | 9 | 4 | 2 | 6 | 0  |
| Juniorská kariéra celkově | Juniorská kariéra celkově | Juniorská kariéra celkově | 7 | 1 | 2 | 3 | 2  |
| Seniorská kariéra celkově | Seniorská kariéra celkově | Seniorská kariéra celkově | 9 | 4 | 2 | 6 | 0  |